# Вук Марковић
Вук Марковић (Нови Сад, 5. новембар 1976) је српски преводилац, стрипски публициста, уредник и издавач.
Најпознатији је по едицијама „Златно доба: Времеплов кроз свет српског“ стрипа и „Модерни српски стрип“, као и преводима угледних светских аутора попут Харолда Фостера и Роберта Крамба ,

## Биографија
Дипломирао је на Одсеку за енглески језик и књижевност Филозофског факултета у Новом Саду (2000) где је радио као професор енглеског језика и симултани преводилац. Сада је запослен као наставник енглеског на Медицинском факултету у Новом Саду, где је и судски тумач при окружном суду.
Један је од оснивача Удружења за промоцију и продукцију стрипа 2006. године. Био је сарадник и уредник на више издања издавачке куће „Бели пут“ из Београда.
Основао је сопствену издавачку кућу „Комико“ у мају 2009, са циљем „превасходно боље презентације и валоризације српског стрипа“. Ова кућа објављује едицију „Златно доба: Времеплов кроз свет српског стрипа“, која репринтује најбоља дела из 1930-их, 1940-их и 1950-их аутора као што су Константин Кузњецов, Сергеј Соловјев, Бранко Видић, Никола Навојев, Ђорђе „Ђука“ Јанковић, Владимир Жедрински, Радомир Перица, Озрен Бачић, Властимир „Власта“ Белкић, Живојин Тодоровић...
Такође уређује и едицију „Модерни српски стрип“, у којој објављује ауторе који су наишли на најбољу рецепцију критике и публике, као што су Дарко Перовић, Зоран Туцић, Љуан Кока, Ђорђе Миловић, Ивица Стевановић и Зоран Пеневски...
Објавио је и дела важних страних стрипара: Роберта Крамба, Харолда Фостера, Дидијеа Комеса, Данијела Клоувса и других.

## Награде и признања
- „Стрипски догађај 2010. године“ по избору часописа НИН, за целокупну издавачку делатност